# David Boreanaz
David Boreanaz est un acteur et réalisateur américain, né le 16 mai 1969 à Buffalo dans l'État de New York aux États-Unis.
Principalement connu à la télévision, il est révélé au grand public grâce au rôle du vampire ténébreux Angel dans les séries télévisées fantastiques Buffy contre les vampires (1997-2003) et Angel (1999-2004).
Il confirme ensuite en jouant l'agent spécial du FBI Seeley Joseph Booth dans la série d'anthropologie judiciaire Bones (2005-2017), un long et important succès d'audiences. À partir de 2017, il produit la série militaire SEAL Team et interprète le rôle titre.

## Biographie

### Jeunesse et formation
Né dans une famille d'origine italienne (de la Vallée d'Aoste) et slovaque, David grandit à Philadelphie en Pennsylvanie, avec son père, Dave Roberts, un présentateur de la météo à la télévision.
À l'âge de sept ans, il décide d'être acteur. Il étudie à la Malvern Preparatory School (en) pour garçons à Malvern (Pennsylvanie) en Pennsylvanie. Par la suite, il étudie le métier d'acteur à l'Université d'Ithaca à New York.
Après avoir reçu ses diplômes de l'Université d'Ithaca et du Roy H. Park School of Communications (en) en 1991, il déménage à Los Angeles pour poursuivre sa carrière cinématographique.

### Révélation: DeBuffyàAngel

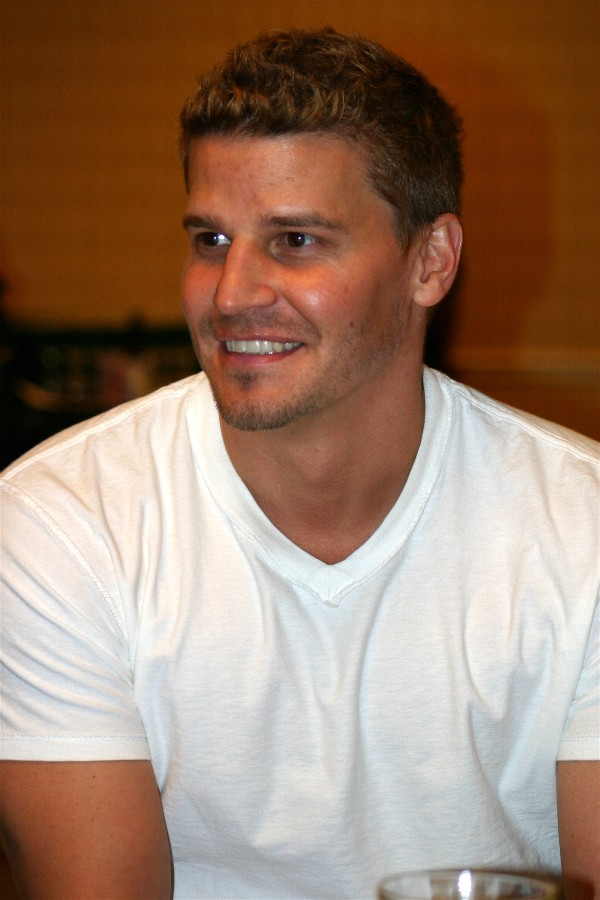
L'acteur en mai 2004, l'année de ses adieux au personnage d'Angel, après sept années d'interprétation.

En 1993, après quelques rôles mineurs, il reçoit son premier rôle important en tant que petit ami de Kelly dans la série Mariés, deux enfants.

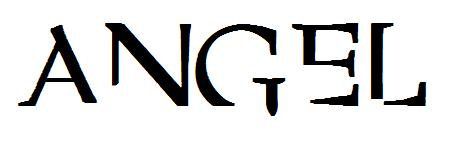
Logo de la série télévisée Angel.

En 1997, son rôle dans la série fantastique Buffy contre les vampires de Joss Whedon le fait connaître du grand public. Il y joue Angel, un vampire avec une âme, amoureux de la tueuse jouée par Sarah Michelle Gellar.
Son personnage a un tel succès qu'après trois saisons dans Buffy contre les vampires, il reprend le rôle dans la série dérivée Angel de 1999 jusqu'en 2004.
L'acteur s'exporte alors au cinéma avec notamment le film d'horreur Mortelle Saint-Valentin et la comédie romantique Autour de Lucy, mais ces projets sont des échecs. Il donne aussi de la voix pour le jeu vidéo à succès Kingdom Hearts et apparaît dans le clip White Flag de la chanteuse anglaise Dido.
Grâce à Angel, il est nommé trois fois et remporte deux prix Bravo Otto (en 2000, 2001) ainsi que trois Saturn Award du meilleur acteur de télévision.
En 2005, il joue le rôle d'un chef de gang satanique dans le film The Crow: Wicked Prayer et porte la romance These Girls, passée inaperçue.

### Confirmation: DeBonesàSeal Team

Logo de la série télévisée Bones.

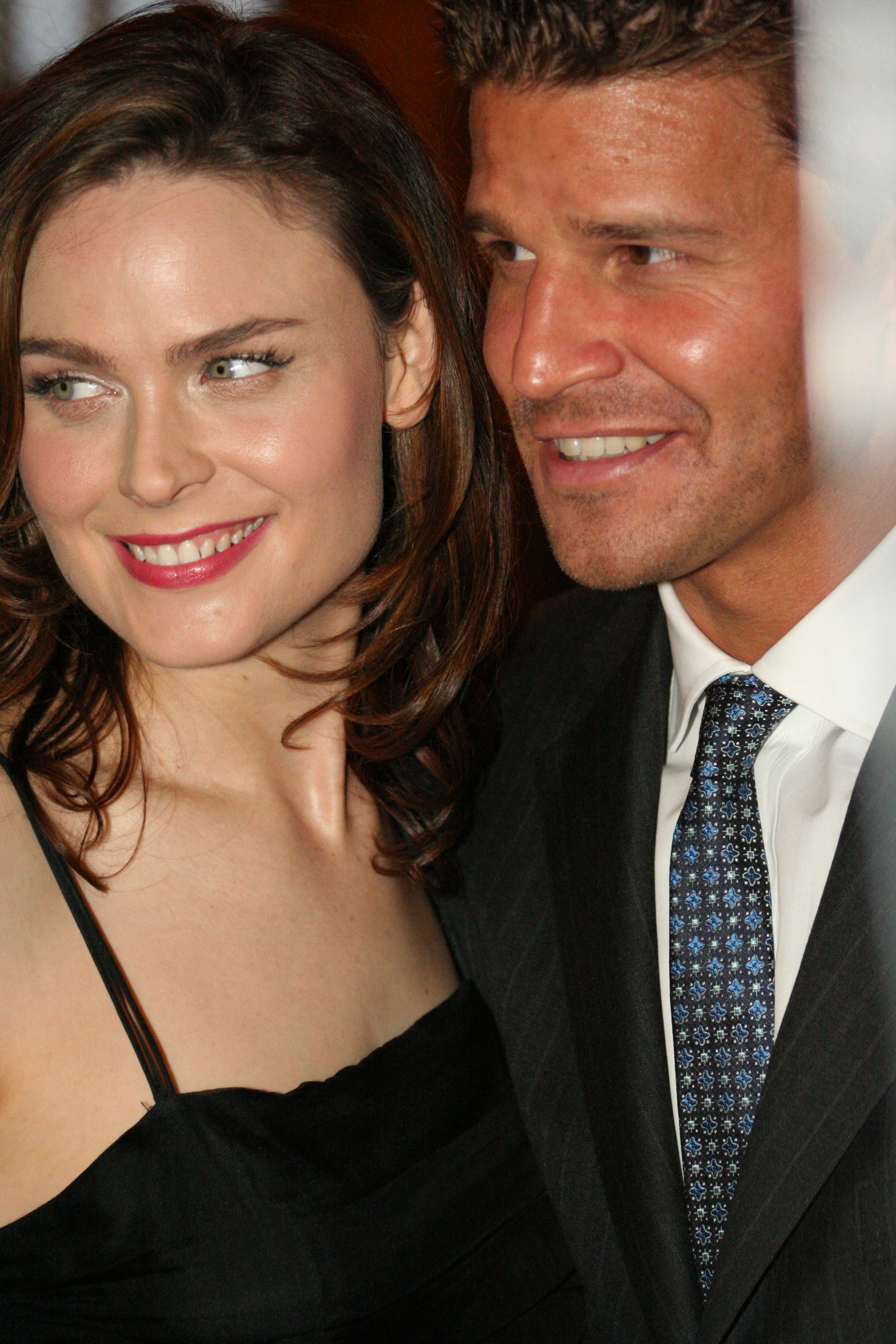
Avec sa partenaire dans Bones, Emily Deschanel, en 2006.

De 2005 à 2017, il tient le rôle de l'agent du FBI Seeley Booth dans la série Bones aux côtés d'Emily Deschanel. Le show suit le quotidien d'une experte en anthropologie judiciaire, Temperance Brennan et son équipe de l'institut Jefferson, qui sont appelés à travailler en collaboration avec le FBI dans le cadre d'enquêtes criminelles, lorsque les méthodes classiques d'identification des corps ont échoué.
La série est un succès critique et public. Elle est notamment citée pour deux Primetime Emmy Awards et récompensée lors de cérémonies de remises de prix. L'acteur renoue avec la critique et se retrouve cité lors de cérémonies de remises de prix populaires comme les People's Choice Awards et les Teen Choice Awards.
L'acteur tourne parallèlement dans des séries B au cinéma : le film d'action The Hard Easy avec Henry Thomas et Vera Farmiga, la romance Mr. Fix It, la comédie horrifique Sufferings Man's Charity avec Alan Cumming et Anne Heche, ainsi que le drame sportif The Mighty Macs avec Carla Gugino et Marley Shelton.
En 2008, il prête sa voix au personnage de DC Comics Green Lantern, dans le film d'animation La Ligue des justiciers : Nouvelle Frontière. Il poursuivra l'animation dans les séries American Dad! et Les Griffin.

Après une courte expérience de réalisateur, le temps d'un épisode de la cinquième saison de son show Angel, l'acteur profite ici de la longévité du programme policier, dont il est l'un des producteurs, pour repasser derrière la caméra, à de multiples reprises,,. 

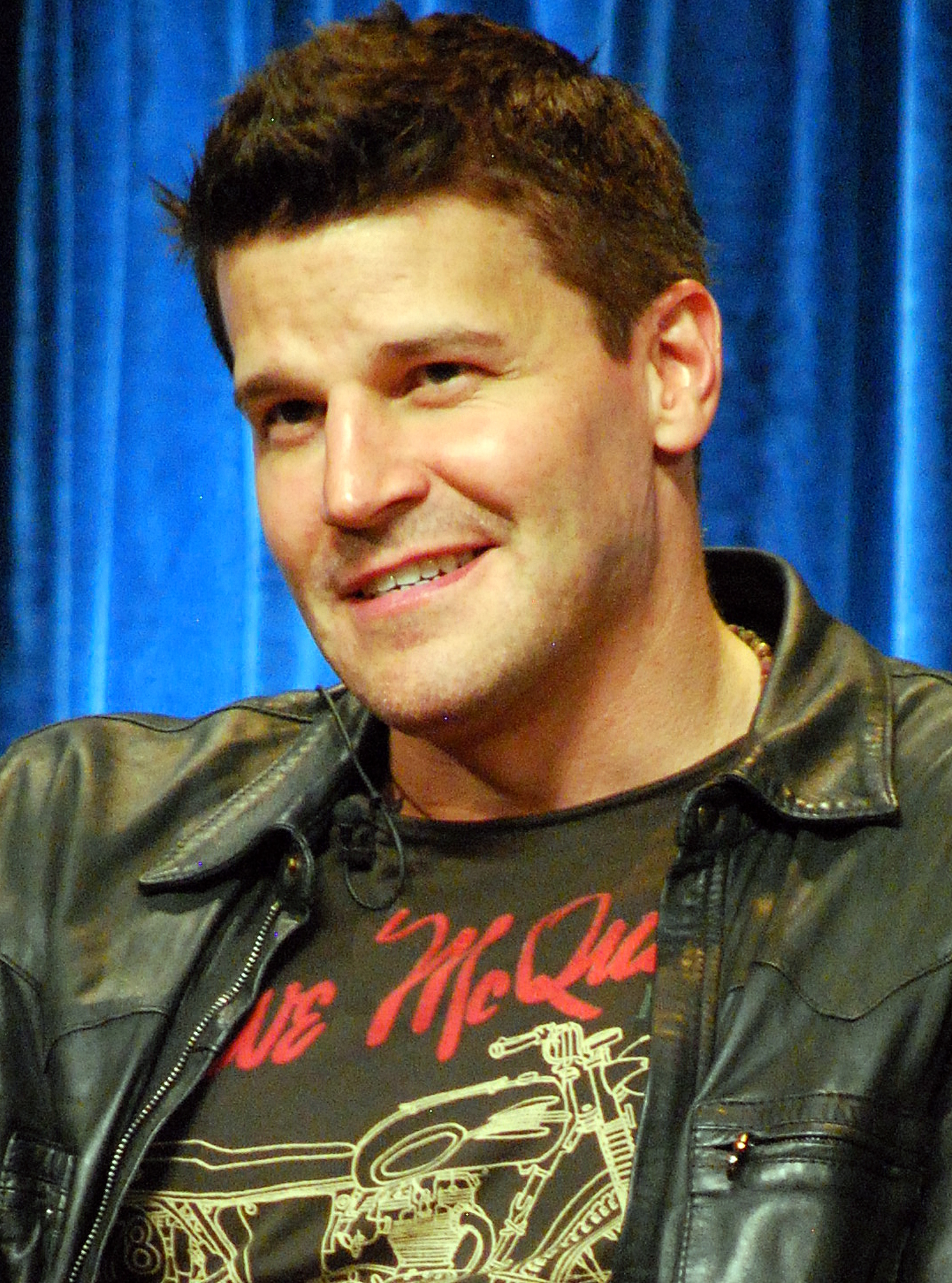
Au PaleyFest, en 2012.

 En 2012, il réalise aussi un épisode du spin-off de Bones, The Finder.
L'année suivante, il joue les guest-star pour trois épisodes de la série Full Circle. Au cinéma, il joue dans le film d'action Officer Down avec Stephen Dorff et Stephen Lang.
En 2015, il reprend son rôle de l'agent Seeley Booth dans le cadre du crossover avec la série fantastique Sleepy Hollow. Diffusée aux États-Unis sur la Fox et en France sur M6, la série Bones aura ainsi duré 12 saisons, synonyme d'un important succès d'audience.
Seulement six mois après cet arrêt, l'acteur choisit de produire et jouer le rôle titre d'une nouvelle série militaire SEAL Team. Dans ce show, il incarne le chef d'une équipe de Navy SEAL. Lancée en même temps que le drama S.W.A.T porté par une autre vedette de la télévision, Shemar Moore, la série réussit à stabiliser ses audiences et répondre aux exigences du réseau CBS, elle est donc renouvelée.

## Vie privée

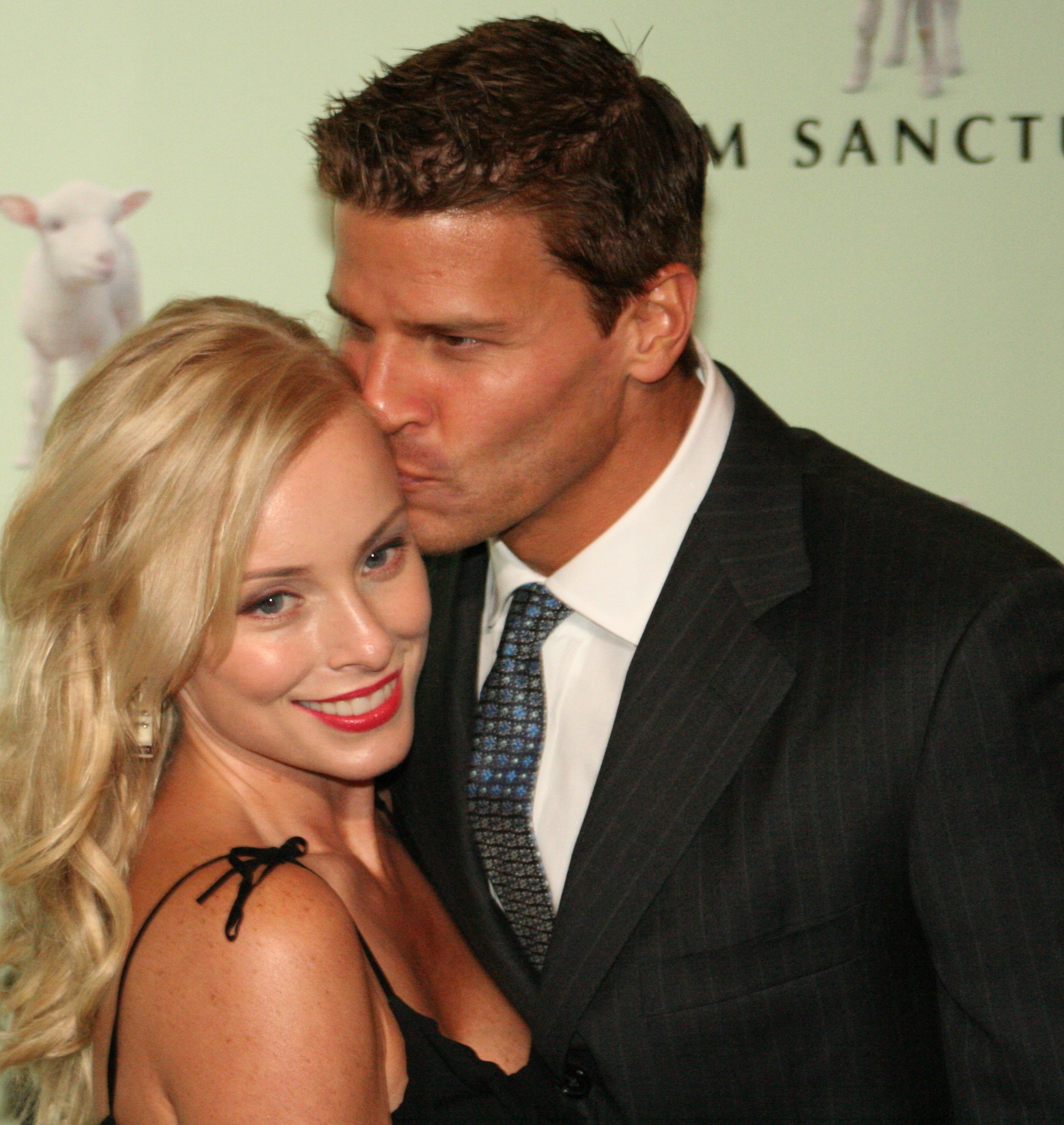
Avec sa femme Jaime Bergman au Farm Sancutary Gala 2006

Le 7 juin 1997, David Boreanaz épouse Ingrid Quinn, sa compagne depuis 1994, dont il divorce en octobre 1999.
Depuis juin 2000, il partage la vie de Jaime Bergman, ancienne playmate de Playboy, qu'il a épousée le 24 novembre 2001. Ils ont deux enfants : Jaden Rayne Boreanaz (né le 1er mai 2002) et Bella Vita Boreanaz (née Bardot Vita Boreanaz, le 31 août 2009). Lorsque Jaime était enceinte de leur deuxième enfant, David a eu une relation extraconjugale avec Rachel Uchitel, une correspondante de télévision américaine et ex-maîtresse de Tiger Woods.
C'est un fan de l'équipe de hockey sur glace des Flyers de Philadelphie qui évolue au sein de la Ligue nationale de hockey. Le maillot, ainsi que de nombreuses photos de l'équipe, apparaissent dans les épisodes de Bones et notamment dans son bureau du FBI[source secondaire souhaitée]. C'est également un grand fan de la série Les Griffin, et plus particulièrement de Stewie Griffin[source secondaire souhaitée].

## Filmographie

### Cinéma

#### Longs métrages
- 1993 : Best of the Best 2 de Robert Radler : le valet de parking
- 1993 : Aspen Extreme de Patrick Hasburgh (en) : un spectateur
- 1996 : Macabre Pair of Shorts (pl) de Scott Mabbutta : la victime d'un vampire
- 2001 : Mortelle Saint-Valentin (Valentine) de Jamie Blanks : Adam
- 2002 : Autour de Lucy (I'm With Lucy) de Jon Sherman (de) : Luke
- 2005 : The Crow : Wicked Prayer de Lance Mungia (en) : Luc Crash
- 2006 : Mr. Fix It de Darin Ferriola : Lance Valenteen
- 2006 : The Hard Easy d'Ari Ryan : Roger Hargitay
- 2006 : These Girls (en) de John Hazlett : Keith Clark
- 2007 : Suffering Man's Charity (en) d'Alan Cumming : Sebastien St Germain
- 2008 : La Ligue des justiciers : Nouvelle Frontière (Justice League: The New Frontier) de Dave Bullock : Hal Jordan / Green Lantern (voix)
- 2009 : The Mighty Macs (en) de Tim Chambers : Ed Rush
- 2013 : Officer Down de Brian A. Miller : Détective Les Scanlon

### Télévision

#### Séries télévisées
- 1993 : Mariés, deux enfants (Married with Children) : Frank
- 1997-2003 : Buffy contre les vampires (Buffy the Vampire Slayer) : Angel
- 1999-2004 : Angel : Angel
- 2002 : Baby Blues : Johnny
- 2005-2017 : Bones : agent spécial du FBI Seeley Booth
- 2010 : Les Griffin (Family Guy) : lui-même (voix)
- 2012 : American Dad! : lui-même (voix)
- 2013 : Full Circle : Jace Cooper
- 2014 : BoJack Horseman : lui-même (voix)
- 2015 : Sleepy Hollow : Agent spécial du FBI Seeley Booth
- 2017–2024 : Seal Team : Jason Hayes

### Clip
- 2003 : Dido : White Flag réalisé par Hilda Marie Combs et Joseph Kahn

### Réalisateur
- 2004 : Angel (1 épisode)
- 2009-2017 : Bones (11 épisodes)
- 2012 : The Finder (1 épisode)
- 2018-2024 : Seal Team (8 épisodes)

### Producteur
- 2007-2017 : Bones (201 épisodes)
- 2017-2024 : Seal Team (104 épisodes)

## Jeu vidéo
- 2002 : Kingdom Hearts de Tetsuya Nomura : Squall Leonhart (doublage pour la version anglophone)

## Jeu de rôle
- 2002 : Buffy the Vampire Slayer : Angel

## Distinctions

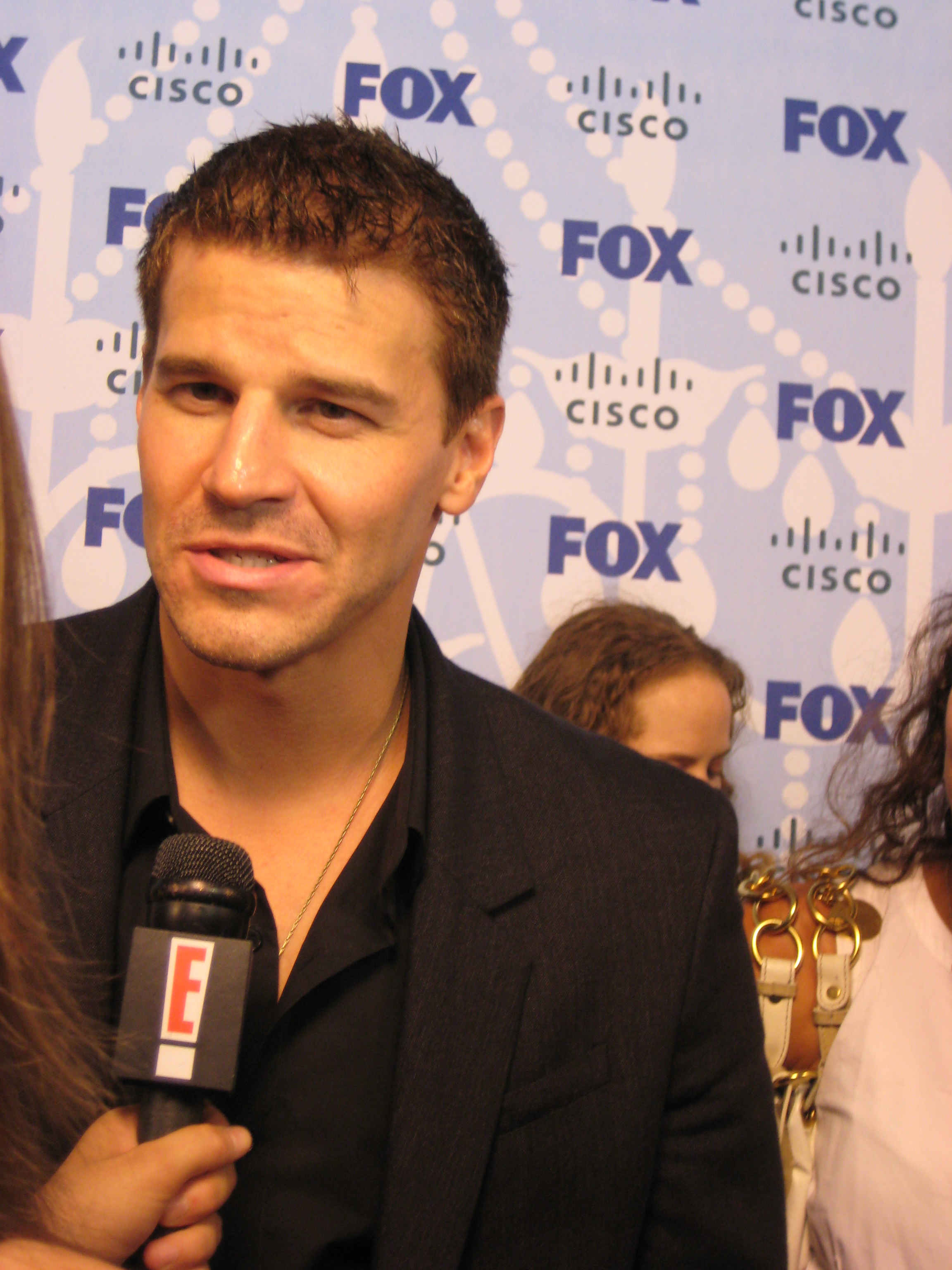
Lors d'une soirée organisée par le réseau FOX, en 2008.

Sauf indication contraire ou complémentaire, les informations mentionnées dans cette section proviennent de la base de données IMDb.

### Récompenses
- 2000 : Bravo Otto du meilleur acteur pour Angel
- Saturn Awards 2000 : Meilleur acteur de télévision pour Angel
- 2001 : Bravo Otto du meilleur acteur pour Angel
- Saturn Awards 2003 : Meilleur acteur de télévision pour Angel
- Saturn Awards 2004 : Meilleur acteur de télévision pour Angel

### Nominations
- 1999 : Teen Choice Awards du meilleur acteur pour Buffy contre les vampires
- 2000 : Kids' Choice Awards des amis préférés à l'écran pour Buffy contre les vampires partagé avec Sarah Michelle Gellar
- 2000 : Teen Choice Awards du meilleur acteur pour Buffy contre les vampires
- 2000 : TV Guide Awards (en) du meilleur acteur pour Angel
- Saturn Awards 2001 : Meilleur acteur de télévision pour Angel
- Saturn Awards 2002 : Meilleur acteur de télévision pour Angel
- 2002 : Bravo Otto du meilleur acteur pour Angel
- Satellite Awards 2004 : Meilleur acteur pour Angel
- 2006 : Teen Choice Awards du meilleur acteur pour Bones
- Teen Choice Awards 2011 : Meilleur acteur pour Bones
- People's Choice Awards 2012 : Acteur préféré pour Bones
- 2012 : TV Guide Awards (en) du meilleur couple pour Bones partagé avec Emily Deschanel
- Teen Choice Awards 2012 : Meilleur acteur pour Bones
- TV Guide Awards (en) 2014 : 
  - Meilleur couple pour Bones partagé avec Emily Deschanel
  - Meilleur acteur pour Bones
- People's Choice Awards 2015 : 
  - Acteur préféré pour Bones
  - Duo favori pour Bones partagé avec Emily Deschanel

## Voix francophones
En version française, Patrick Borg est la voix régulière de David Boreanaz depuis Buffy contre les vampires. Il le double dans la quasi-totalité de ses apparitions, notamment dans Angel, Autour de Lucy, Bones, Sleepy Hollow ou plus récemment dans SEAL Team. Dans cette dernière, il est remplacé à partir de la saison 5 par Jérémie Covillault.
À titre exceptionnel, Denis Laustriat l'a doublé dans Mariés, deux enfants et Constantin Pappas dans Mortelle Saint Valentin.